# Tyrannus couchii
El  tirano silbador (Tyrannus couchii), también denominado tirano cuír, tirano mexicano o tirano de Couch (en México), sirirí de Couch o pitirre de Couch,  es una especie de ave paseriforme de la familia Tyrannidae, perteneciente al género Tyrannus. Es nativo del sureste de América del Norte y norte de América Central.

## Distribución y hábitat
Se distribuye desde el sur de Texas en los Estados Unidos, a lo largo de la costa del golfo de México, inclusive en la península de Yucatán, hasta Belice y el norte de Guatemala.
Esta especie habita en bosques espinosos (chaparral alto), claros arbustivos dentro de bosques tropicales, áreas de cultivo abandonadas con crecimiento de arbustos, ambientes riparios, y áreas urbanas y rurales.

## Sistemática

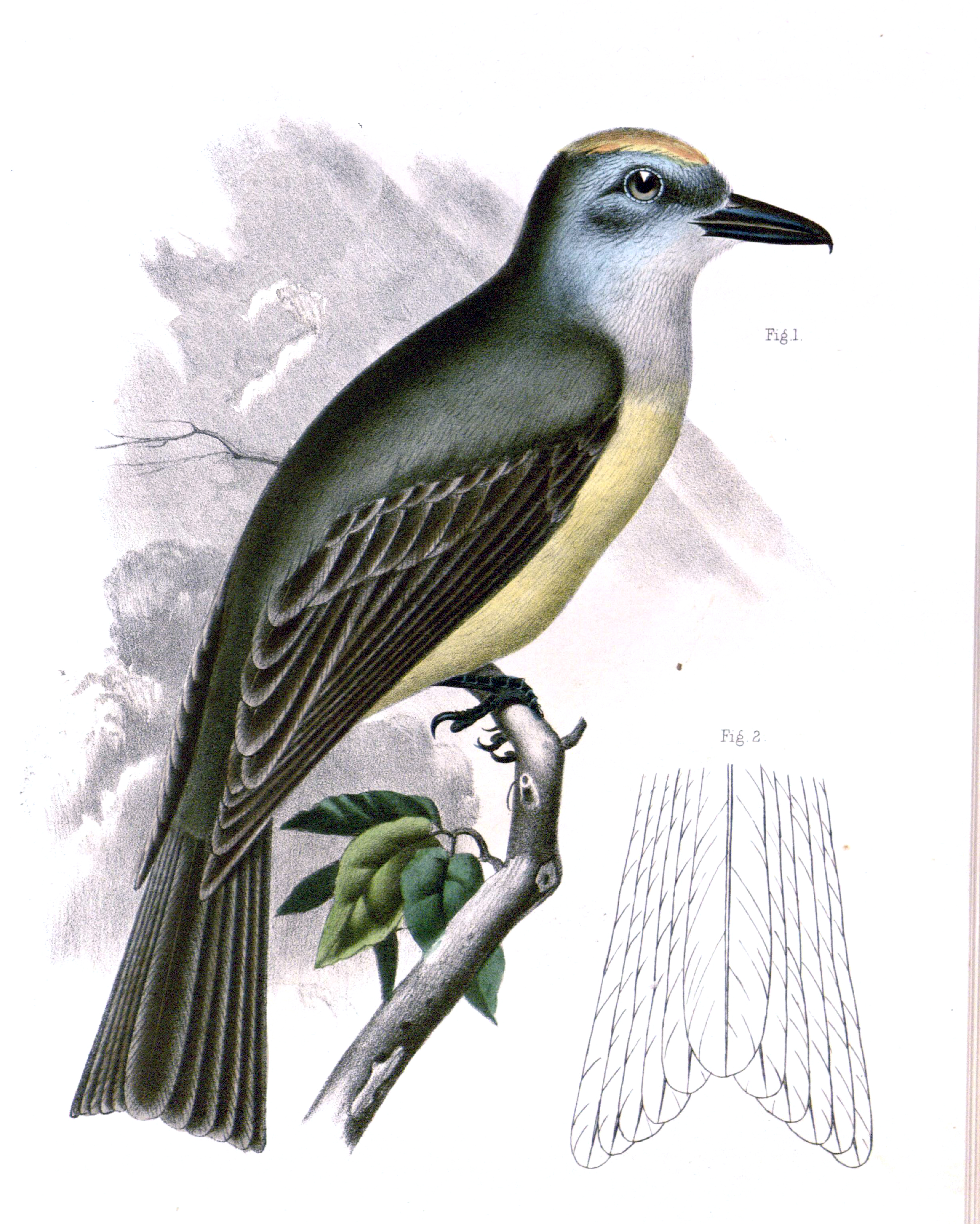
Tyrannus couchii ilustración en Report on the United States and Mexican boundary survey, 1857–1859.

### Descripción original
La especie T. couchii fue descrita por primera vez por el ornitólogo estadounidense Spencer Fullerton Baird en 1858 bajo el mismo nombre científico; su localidad tipo es: «Nuevo León y San Diego, Nuevo León, México».

### Etimología
El nombre genérico masculino «Tyrannus» proviene del nombre específico Lanius tyrannus, cuyo epíteto en latín significa ‘tirano’, ‘déspota’, ‘dictador’; y el nombre de la especie «couchii», conmemora al recolector y explorador estadounidense Darius Nash Couch (1822–1897).

### Taxonomía
Ya fue tratada como una subespecie del tirano melancólico (Tyrannus melancholicus). Es monotípica.